# John Monckton
John Monckton (n. 28 octombrie 1938, Armidale⁠(d), Noul Wales de Sud, Australia – d. 29 iunie 2017, Nambucca Heads⁠(d), Noul Wales de Sud, Australia) a fost un înotător australian, medaliat olimpic. A participat la 2 ediții ale Jocurilor Olimpice (1956, 1960) în care a câștigat o medalie de argint.